# Златна (притока Бодви)
Златна (словац. Zlatná) — річка в Словаччині, ліва притока Бодви, протікає в окрузі Кошиці-околиця.
Довжина — 8.9 км. Витік знаходиться в масиві Воловські гори — на висоті 1055 метрів. Протікає територією міста Медзев. Впадає потік Гумель.
Впадає в Бодву на висоті 319 метрів.